# 克拉克·彼得斯
克拉克·彼得斯（Clarke Peters，1952年4月7日—），是美国的演员、歌手、作家、剧院导演，他最出名的角色是在HBO剧情剧《火线》中饰演警探莱斯特·福瑞蒙。

## 传记

### 早年
彼得斯生于纽约市，原名彼得·克拉克（Peter Clarke），在新泽西州英格伍德（Englewood）长大，1970年毕业于德怀特莫罗高中（Dwight Morrow High School）。 

### 演艺生涯
彼得斯曾因编写时事讽刺剧《五个叫莫的人》（Five Guys Named Moe）获得过托尼奖最佳音乐剧本奖提名。作为演员，他曾参演1999年的百老汇音乐剧《冰人来了》（The Iceman Cometh），并因此获得世界戏剧奖（Theatre World Award），他还曾在2000年和2003年参演了重排音乐剧《芝加哥》，在其中饰演可以的律师比利·福林（Billy Flynn）。他在伦敦西区剧院参演多部音乐剧。
彼得斯因在HBO电视剧《火线》中饰演警探莱斯特·福瑞蒙而为电视观众所熟知。彼得斯还曾在HBO的迷你剧《街角》（The Corner）中饰演一名名叫胖克特（Fat Curt）的吸毒者。在FX的电视剧《法網裂痕》中饰演大卫·佩尔（Dave Pell）。而《火线》和《街角》都出自编剧，前《巴尔的摩太阳报》记者大卫·西蒙之手。此外彼得斯还参演过《诺丁山》、《K-Pax》和《自由之地》（Freedomland）。

### 個人生活
当不演戏的时候，彼得斯爱好马术。他居住在伦敦，是皇道瑜伽“博乐门古默丽思”（Brahma Kumaris）的学习者。

## 外部連結
- 互聯網百老匯資料庫（IBDB）上克拉克·彼得斯的資料（英文）
- 克拉克·彼得斯在互联网电影资料库（IMDb）上的資料（英文）